# Шеризи (Па де Кале)
Шеризи (фр. Chérisy) насеље је и општина у североисточној Француској у региону Север-Па д Кале, у департману Па де Кале која припада префектури Арас.
По подацима из 2011. године у општини је живело 304 становника, а густина насељености је износила 48,33 становника/km². Општина се простире на површини од 6,29 km². Налази се на средњој надморској висини од 66 метара (максималној 98 m, а минималној 52 m).

## Демографија
| 1962. | 1968. | 1975. | 1982. | 1990. | 1999. | 2011. |
| ----- | ----- | ----- | ----- | ----- | ----- | ----- |
| 176   | 188   | 175   | 189   | 209   | 212   | 304   |

График промене броја становника у току последњих година